# Julija Oliševs'ka
Julija Anatoliïvna Oliševs'ka (in ucraino Юлія Анатоліївна Олішевська?; 2 febbraio 1989) è una velocista ucraina.

## Palmarès
| Anno | Manifestazione   | Sede           | Evento      | Risultato  | Prestazione | Note |
| ---- | ---------------- | -------------- | ----------- | ---------- | ----------- | ---- |
| 2009 | Europei under 23 | Kaunas         | 400 m piani | 7ª         | 53"43       |      |
| 2009 | Europei under 23 | Kaunas         | 4×400 m     | 4ª         | 3'30"78     |      |
| 2011 | Europei under 23 | Ostrava        | 4×400 m     | Argento    | 3'30"13     |      |
| 2012 | Europei          | Helsinki       | 4×400 m     | Oro        | 3'25"07     |      |
| 2015 | Europei indoor   | Praga          | 4×400 m     | 5ª         | 3'32"39     |      |
| 2016 | Europei          | Amsterdam      | 400 m piani | Semifinale | 52"54       |      |
| 2016 | Europei          | Amsterdam      | 4×400 m     | 6ª         | 3'27"64     |      |
| 2016 | Giochi olimpici  | Rio de Janeiro | 400 m piani | Batteria   | 52"45       |      |